# Nesvady
Nesvady (Hongaars:Naszvad) is een Slowaakse gemeente in de regio Nitra, en maakt deel uit van het district Komárno.
Nesvady telt 5000 inwoners.
Het grootste deel van de bevolking behoort tot de Hongaarse minderheid in Slowakije.